# Oddevall/Sjåstad
Oddevall/Sjåstad (Gifstad) is een plaats in de Noorse gemeente Lier, provincie Buskerud. Oddevall/Sjåstad telt 424 inwoners (2007) en heeft een oppervlakte van 0,3 km².